# Anel Hebibović
Anel Hebibović (Konjic, 7 luglio 1990) è un calciatore bosniaco, centrocampista dell'Igman Konjic.

## Caratteristiche tecniche
È un esterno destro.

## Carriera
Ha esordito in Premijer Liga Bosne i Hercegovine il 20 marzo 2012 disputando con il Velež Mostar l'incontro pareggiato 1-1 contro il Čelik Zenica.

## Palmarès

### Club

#### Competizioni nazionali
- Coppa di Bosnia: 2

Sarajevo: 2018-2019, 2020-2021
- Campionato bosniaco: 2

Sarajevo: 2018-2019, 2019-2020

### Individuale
- Capocannoniere della Coppa di Bosnia: 1

2014-2015 (7 reti)